# Михоевич, Марко
Марко Михоевич (босн. Marko Mihojević; родился 21 апреля 1996 года в Требине, Босния и Герцеговина) — боснийский футболист, защитник греческого клуба ПАОК и сборной Боснии и Герцеговины.

## Клубная карьера
Михоевич — воспитанник клуба «Леотар». 6 октября 2012 года в матче против ГОШКа он дебютировал в чемпионате Боснии и Герцеговины. Летом 2014 года Марко перешёл в «Сараево». 28 февраля 2015 года в матче против гардачацкой «Звезды» он дебютировал за новый клуб. В этом же сезоне Михоевич стал чемпионом страны. 27 августа 2017 года в поединке против банялукского «Бораца» Марко забил свой первый гол за «Сараево».
В начале 2018 года Михоевич перешёл в греческий ПАОК. 5 мая в матче против «Платаньяса» он дебютировал в греческой Суперлиге. По итогам сезона Михоевич стал обладателем Кубка Греции.

## Международная карьера
29 января 2018 года в товарищеском матче против сборной США Михоевич дебютировал за сборную Боснии и Герцеговины.

## Статистика выступлений

### Сборная
| Босния и Герцеговина | Босния и Герцеговина | Босния и Герцеговина |
| Год                  | Игры                 | Голы                 |
| -------------------- | -------------------- | -------------------- |
| 2018                 | 1                    | 0                    |
| 2019                 | 2                    | 0                    |
| Всего                | 3                    | 0                    |

| № | Дата            | Оппонент    | Счёт | Голы | Пасы | Карточки | Минуты    | Соревнование             |
| - | --------------- | ----------- | ---- | ---- | ---- | -------- | --------- | ------------------------ |
| 1 | 29 января 2018  | США         | 0:0  | —    | —    | —        | 90'       | Товарищеский матч        |
| 2 | 5 сентября 2019 | Лихтенштейн | 5:0  | —    | —    | —        | 65'( 25') | Отбор ЧЕ-2020 (группа J) |
| 3 | 18 ноября 2019  | Лихтенштейн | 3:0  | —    | —    | —        | 70'( 70') | Отбор ЧЕ-2020 (группа J) |

Итого: сыграно матчей: 3 / забито голов: 0; победы: 2, ничьи: 1, поражения: 0.

## Достижения
Командные
 «Сараево»
- Чемпионат Боснии и Герцеговины по футболу — 2014/2015

 ПАОК
- Обладатель Кубка Греции — 2017/2018